# Antonio Juliano
Antonio Juliano   (Nàpols, 26 de desembre de 1942 - Nàpols, 13 de desembre de 2023) va ser un futbolista i dirigent esportiu italià. El seu major èxit com a dirigent esportiu de la Società Sportiva Calcio Napoli el va aconseguir amb el fitxatge de Diego Armando Maradona el 1984.

## Trajectòria
Juliano va començar la seva carrera futbolística al club de la seva ciutat, el Napoli, per després passar a jugar amb el primer equip la temporada 1962/63. Durant tota la seva carrera va jugar amb els azzurri, excepte l'última temporada al Bolonya.
Després de Marek Hamšík i Giuseppe Bruscolotti, és el jugador amb més partits al Napoli, amb un total de 505 partits jugats i 38 gols. A més, va esdevenir capità de l'equip amb només 23 anys. La temporada 1975/76 va guanyar la Copa italiana.
Va debutar amb la Selecció d'Itàlia el 18 de juny de 1966 (Itàlia-Àustria 1-0). Va ser convocat en tres Mundials: Anglaterra 1966, Mèxic 1970 i Alemanya 1974; no obstant va jugar només els últims setze minuts en la final del Mundial de 1970 contra el Brasil.També va disputar el primer partit de la final de l'Eurocopa 1968 contra Iugoslàvia.

## Palmarès

### Club
Napoli
- Copa italiana de futbol (1): 1976
- Copa de la Lliga anglo-italiana de futbol (1): 1976
- Copa dels Alps de futbol (1): 1966

### Internacional
- Campionat d'Europa de futbol (1): 1968
- Copa del Món de Futbol (finalista): 1970